# Gennadij Korsjikov
Gennadij Jegorovitj Korsjikov (på russisk: Геннадий Егорович Коршиков) (født 19. februar 1949 i Leningrad) er en russisk tidligere roer og olympisk guldvinder.

## Rokarriere
Ved OL 1972 i München roede Korsjikov dobbeltsculler sammen med Aleksandr Timosjinin, som havde vundet guld i denne båd ved OL 1968 i Mexico City. De to roere fra Sovjetunionen vandt deres indledende heat, mens de i semifinalen blev nummer to efter de regerende verdensmestre, danskerne Niels Henry Secher og Jørgen Engelbrecht. I finalen var det nordmændene Frank Hansen og Svein Thøgersen, der var Timosjinin og Korsjikovs hårdeste konkurrenter, men det endte med, at den sovjetiske båd sejrede med mindre end et sekunds forspring til nordmændene, der fik sølv, mens Joachim Böhmer og Uli Schmied sikkert vandt bronze med danskerne et stykke efter på fjerdepladsen.
Korsjikov deltog også i OL 1976 i Montreal, denne gang sammen med Jevgenij Barbakov, og denne duo blev nummer fire i dobbeltsculleren. Året efter vandt han bronze ved VM i samme disciplin, nu med en ny makker.

## OL-medaljer
- 1972:  Guld i dobbeltsculler